# Osiek (gmina w województwie kujawsko-pomorskim)
Osiek (hist. gmina Osiek pod Brodnicą) – gmina wiejska w Polsce położona w województwie kujawsko-pomorskim, w powiecie brodnickim. W latach 1975–1998 gmina administracyjnie należała do województwa toruńskiego.
Siedzibą gminy jest Osiek.

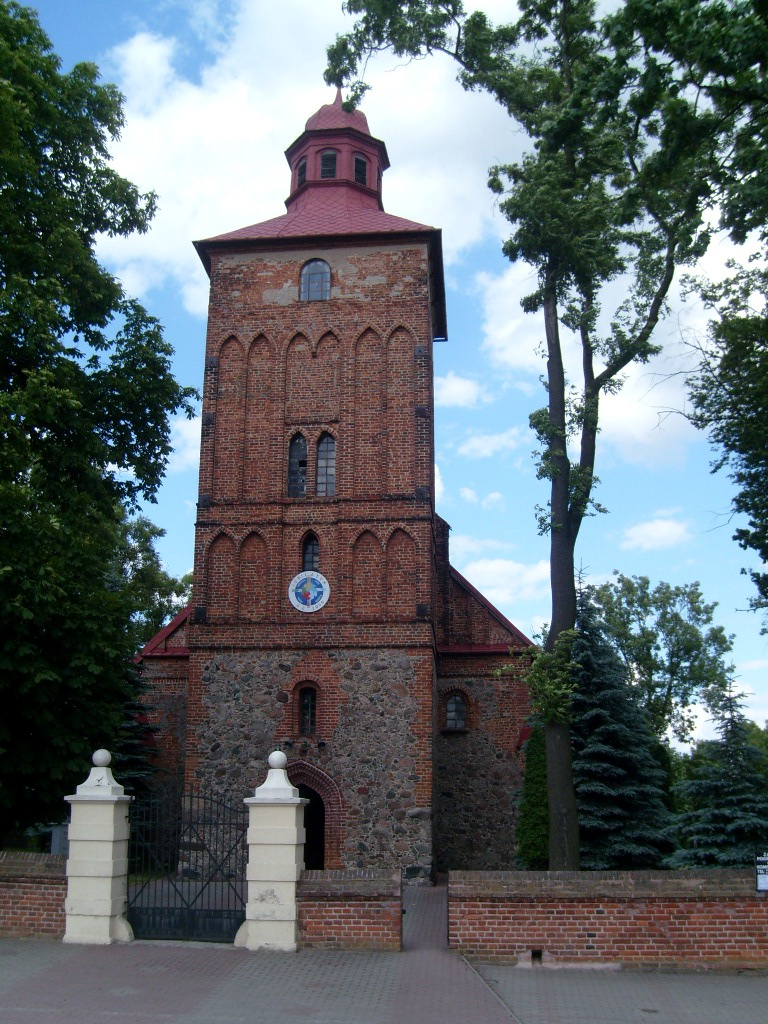
Kościół parafii pod wezwaniem Najświętszej Marii Panny w Osieku

Według danych z 31 grudnia 2006 gminę zamieszkiwało 4048 osób. Natomiast według danych z 31 grudnia 2017 roku gminę zamieszkiwały 4023 osoby.

## Struktura powierzchni
Według danych z roku 2005 gmina Osiek ma obszar 75,12 km², w tym:
- użytki rolne: 82%
- użytki leśne: 9%

Gmina stanowi 7,23% powierzchni powiatu.

## Demografia

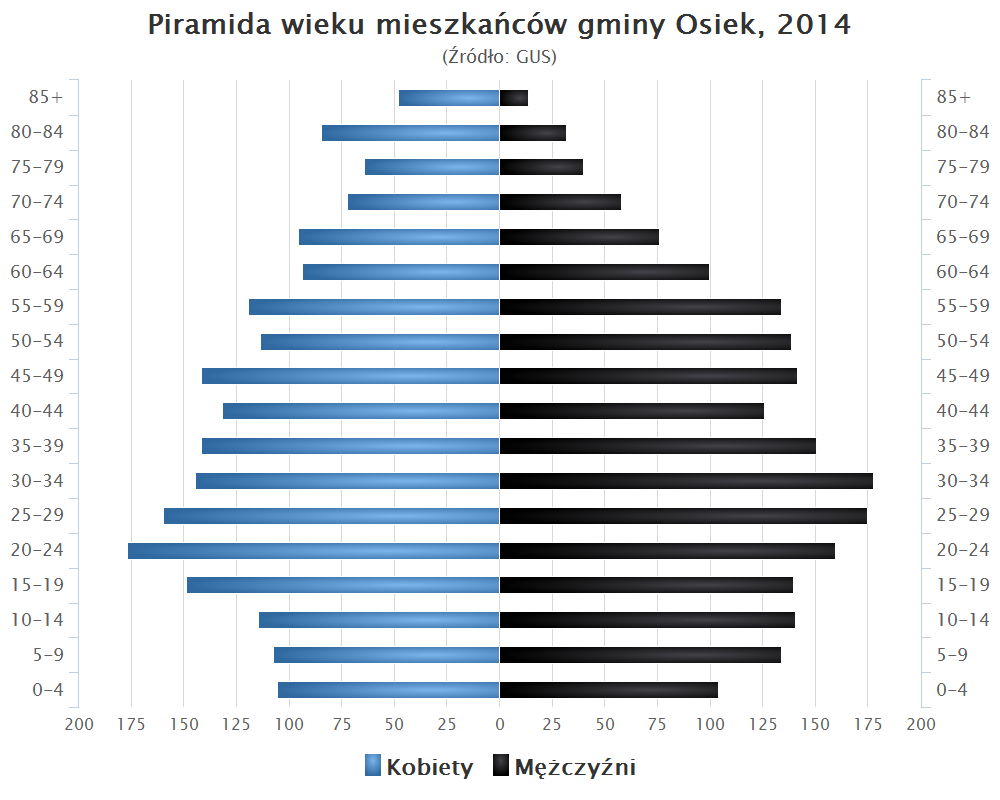
Piramida wieku mieszkańców gminy Osiek w 2014 roku

Dane z 31 grudnia 2006:
| Opis                              | Ogółem | Ogółem | Kobiety | Kobiety | Mężczyźni | Mężczyźni |
| --------------------------------- | ------ | ------ | ------- | ------- | --------- | --------- |
| jednostka                         | osób   | %      | osób    | %       | osób      | %         |
| populacja                         | 4048   | 100    | 2034    | 50,2    | 2014      | 49,8      |
| gęstość zaludnienia (mieszk./km²) | 54     | 54     | 27      | 27      | 27        | 27        |

## Historia
Gmina zbiorowa Osiek powstała w 1867 roku w powiecie rypińskim w guberni płockiej. W okresie międzywojennym gmina Osiek należała do powiatu rypińskiego w woj. warszawskim. 1 kwietnia 1938 roku gminę wraz z całym powiatem rypińskim przeniesiono do woj. pomorskiego.
Podczas II wojny światowej gminę włączono do nowej Rzeszy, nazwano Lindenschanz i znacznie zmieniono jej granice. Z gminy Osiek wyłączono gromady Bielawki, Lamkowizna, Łapinóż, Łapinóż-Rumunki i Łapinóżek, włączając je do gminy Radziki Duże (Ratsfelde, przedwojenna gmina Wąpielsk) oraz gromadę Sumówko, włączając ją do nowo utworzonej gminy Rypin (Rippin-Land, przedwojenna gmina Starorypin). Natomiast do gminy Osiek (Lindenschanz) włączono gromady Dzierzno i Szynkowizna z przedwojennej gminy Dzierzno, gromady Kłuśno, Michałki i Tadajewo z przedwojennej (zniesionej) gminy Starorypin oraz Stawiska z przedwojennej gminy Czermin.
Po wojnie, dekretem PKWN z 21 sierpnia 1944 o trybie powołania władz administracji ogólnej I i II instancji, uchylono wszelki zmiany w podziale administracyjnym państwa wprowadzone przez okupanta (art. 11). Jednak zmiany w podziale administracyjnym powiatu rypińskiego wprowadzone podczas wojny utrzymywały się w praktyce także po wojnie. 
Było to praktykowane do tego stopnia, że Wojewoda Pomorski wydał 22 kwietnia 1950 specjalne ogłoszenie informujące o powróceniu do stanu administracyjnego z 1 września 1939, podkreślając szczególnie, że „gromada Łapinóż należy do gminy wiejskiej Osiek a nie do gminy wiejskiej Wąpielsk", że „parc. Stawiska i rum. Stawiska należą do gminy wiejskiej Czermin a nie do gminy wiejskiej Osiek", że „gromady Szynkowizna i Dzierzno należą do gminy wiejskiej Dzierzno a nie do gminy wiejskiej Osiek", czy że „gromady Kłuśno i Tadajewo należą do gminy wiejskiej Starorypin a nie do gminy wiejskiej Osiek". Mimo to, pozostałości po zmianach okupanta utrzymywał się. Na przykład, GUS-owski oficjalny Wykaz Gromad Polskiej Rzeczypospolitej Ludowej według stanu z dnia 1.VII 1952 r. nadal umieszcza gromady Bielawki, Lamkowizna, Łapinóż, Łapinóż-Rumunki i Łapinóżek w gminie Radziki Duże (nie w gminie Osiek), gromadę Sumówko w gminie Strzygi (nie w gminie Osiek), gromady Dzierzno i Szynkowizna w gminie Osiek (nie w gminie Dzierzno), gromady Kłuśno, Michałki i Tadajewo w gminie Osiek (nie w gminie Starorypin) i gromadę Stawiska (utworzoną formalnie w 1950) w gminie Osiek (nie w gminie Czermin). Podobnie było nawet w wydawnictwach wojewódzkich, np. w Dzienniku Urzędowym Wojewódzkiej Rady Narodowej w Bydgoszczy z 1954 w opisie gmin i gromad podlegających transformacji w związku z reformą administracyjną państwa. Brak konsensusu trwał do jesieni 1954, kiedy to formalnie zniesiono gminy wiejskie w  miejsce gromad.
Gminę Osiek reaktywowano ponownie 1 stycznia 1973 (w powiecie rypińskim), w związku z kolejną reformą administracyjną. Do powiatu brodnickiego gmina należy dopiero od 1999 roku.

## Zabytki
Wykaz zarejestrowanych zabytków nieruchomych na terenie gminy:
- most stalowy kolei wąskotorowej na rzece Rypienicy z przełomu XIX/XX w. w Łapinóżu, nr A/1351
- kościół parafii pod wezwaniem Najświętszej Marii Panny z przełomu XIV/XV w. w Osieku, nr A/348 z 31.03.1927 roku
- kościół parafii pod wezwaniem. św. Stanisława Biskupa z XIV w. w Strzygach, nr A/345 z 27.05.1927
- kaplica grobowa rodziny Małkiewiczów z 1870 roku, na cmentarzu parafialnym w Strzygach, nr A/1353 z 19.02.2008 roku.

## Oświata
W gminie funkcjonują dwie placówki edukacyjne - Szkoła Podstawowa im. Kawalerów Orderu Uśmiechu w Osieku oraz Szkoła Podstawowa w Strzygach.

## Kultura
W gminie Osiek działają m.in. Gminny Ośrodek Kultury, Gminna Biblioteka Publiczna, Koła Gospodyń Wiejskich, świetlice wiejskie.

## Sport
Zaplecze sportowe gminy stanowią głównie dwa ogólnodostępne boiska i hala sportowa, ponadto funkcjonuje Klub Sportowy "Legia" Osiek.

## Sołectwa
Dębowo, Jeziórki, Kolonia Osiek, Kretki Małe, Kretki Duże, Kujawa, Łapinóż, Obórki, Osiek, Strzygi, Sumin, Sumówko, Szynkowizna, Tadajewo, Tomaszewo, Warpalice, Wrzeszewo.

## Pozostałe miejscowości
Dzierzenek, Korczakownia, Łyskawica, Pod Wólką, Smolniki, Świnia Noga, Wólka Kretkowska.

## Sąsiednie gminy
Brodnica, Rypin, Świedziebnia, Wąpielsk